# Ukrainskspråkiga Wikipedia
Ukrainskspråkiga Wikipedia (ukrainska: Українська Вікіпедія, Ukrajins'ka Vikipedija), ibland förkortat ukwp, är den ukrainska språkvarianten av den fria encyklopedin Wikipedia. Den första artikeln skrevs 30 januari 2004. 1 oktober 2005 nåddes 20 000-gränsen. Den var i april 2012 den trettonde Wikipedian i storlek, med över 375 000 artiklar. I maj 2014 låg den på 16:e plats – efter antal artiklar – med drygt 500 000 artiklar. Den har för närvarande 1 376 109 artiklar.

## Historik

Speciallogotypen maj 2014.

Den ukrainska språkversionen av Wikipedia startades 2004. Den har på drygt 10 år (fram till 2014) växt till en av de största Wikipedia-upplagorna, i antal artiklar räknat. I mars 2008 nåddes milstolpen 100 000 artiklar och i december 2010 250 000 artiklar. 12 maj 2014 skrevs den 500 000:e artikeln – Електронний газ (Elektronnyj haz). Detta gör den betydligt större än det största tryckta ukrainska uppslagsverket – Ukrajinska radjanska entsyklopedija (Українська радянська енциклопедія), på engelska utgiven som Ukrainian Soviet Encyclopedia.

## Kvalitet och inriktning
| Vänster: 2009/2010 (september till juli) gjordes en undersökning om vilka wikipedior olika europeiska nationaliteter mest nyttjade. Bland annat var ryskspråkiga Wikipedia mest läst både i Ryssland, Vitryssland, Ukraina och Moldavien. Höger: Ukwp ökade 2008–13 mängden sidvisningar från 5 miljoner/månad till cirka 80 miljoner/månad. |  | Vänster: 2009/2010 (september till juli) gjordes en undersökning om vilka wikipedior olika europeiska nationaliteter mest nyttjade. Bland annat var ryskspråkiga Wikipedia mest läst både i Ryssland, Vitryssland, Ukraina och Moldavien. Höger: Ukwp ökade 2008–13 mängden sidvisningar från 5 miljoner/månad till cirka 80 miljoner/månad. |
| Vänster: 2009/2010 (september till juli) gjordes en undersökning om vilka wikipedior olika europeiska nationaliteter mest nyttjade. Bland annat var ryskspråkiga Wikipedia mest läst både i Ryssland, Vitryssland, Ukraina och Moldavien. Höger: Ukwp ökade 2008–13 mängden sidvisningar från 5 miljoner/månad till cirka 80 miljoner/månad. |  | |

| Vänster: Inom Ukraina redigerades 2009 wikipediorna på ryska och ukrainska ungefär lika mycket. Två år senare var den ukrainskspråkiga versionen väsentligt mer redigerad. Höger: Kartan visar den del av de registrerade användarna som sommaren 2011 uppgett vilken region de bor i. Lviv och Kiev hade då det största antalet, följt av Charkiv och Donetsk. |  | Vänster: Inom Ukraina redigerades 2009 wikipediorna på ryska och ukrainska ungefär lika mycket. Två år senare var den ukrainskspråkiga versionen väsentligt mer redigerad. Höger: Kartan visar den del av de registrerade användarna som sommaren 2011 uppgett vilken region de bor i. Lviv och Kiev hade då det största antalet, följt av Charkiv och Donetsk. |
| Vänster: Inom Ukraina redigerades 2009 wikipediorna på ryska och ukrainska ungefär lika mycket. Två år senare var den ukrainskspråkiga versionen väsentligt mer redigerad. Höger: Kartan visar den del av de registrerade användarna som sommaren 2011 uppgett vilken region de bor i. Lviv och Kiev hade då det största antalet, följt av Charkiv och Donetsk. |  | |

Artikelurvalet är enligt undersökningar ojämnt, och vissa ämnen täcks bristfälligt. Den har många artiklar om gruvbrytning (över 10 000 stycken), till stor del genom Volodomyr Biletskyjs (professor vid Donetsks tekniska universitet) insatser. Biletskyj var 1998–2011 projektledare vid skapandet av en tre band tjock uppslagsbok/ordbok där man definierade alla gruvtermer på ukrainska.
Många av ukwp-artiklarna rör det ukrainska språkets historia. En studie från augusti 2012 räknade över 8 000 artiklar där det ukrainska språket nämndes. Juni 2012 omfattade ukrainskspråkiga Wikipedia 52 artiklar om ukrainska astronomer och geodeter, artiklar som sedermera samlats till en tryckt bok.
Dessutom är ukrainska Wikimedia-användare mycket aktiva inom WikiLovesMonuments-projektet, där man under 2012 var näst flitigaste uppladdare av foton. I omröstningen om 2013 års Picture of the Year på Wikimedia Commons nådde en ukrainsk fotograf andra plats.

## Användning
Ukwp läses av ukrainskspråkiga internetanvändare både i och utanför Ukraina. På grund av den utbredda tvåspråkigheten i landet – och ryskans dominans inom Ukrainas tryckta medier – är den betydligt större ryskspråkiga Wikipedia mer läst även inom Ukrainas gränser. Inom Ukraina hade den ukrainskspråkiga versionen 10–15 procents besökarandel under 2010, vilket fram till 2013 stigit till cirka 15–20 procent. Under samma tid har ryskspråkiga Wikipedias andel av Wikipediabesöken i Ukraina legat relativt stabilt på cirka 70 procent, medan engelskspråkiga Wikipedia sjunkit från 15–20 procent till under 10 procent.
Ukrainskspråkiga Wikipedia har däremot numera en betydligt större andel av redigeringarna. Motsvarande utveckling 2009–13 mellan de tre mest redigerade språkversionerna inom landet ger därför en något annorlunda fördelning. Ryskspråkiga (40–45 → 35–40 procent), ukrainskspråkiga (~50 → ~55 procent) och engelskspråkiga (knappt 5 → drygt 5 procent).

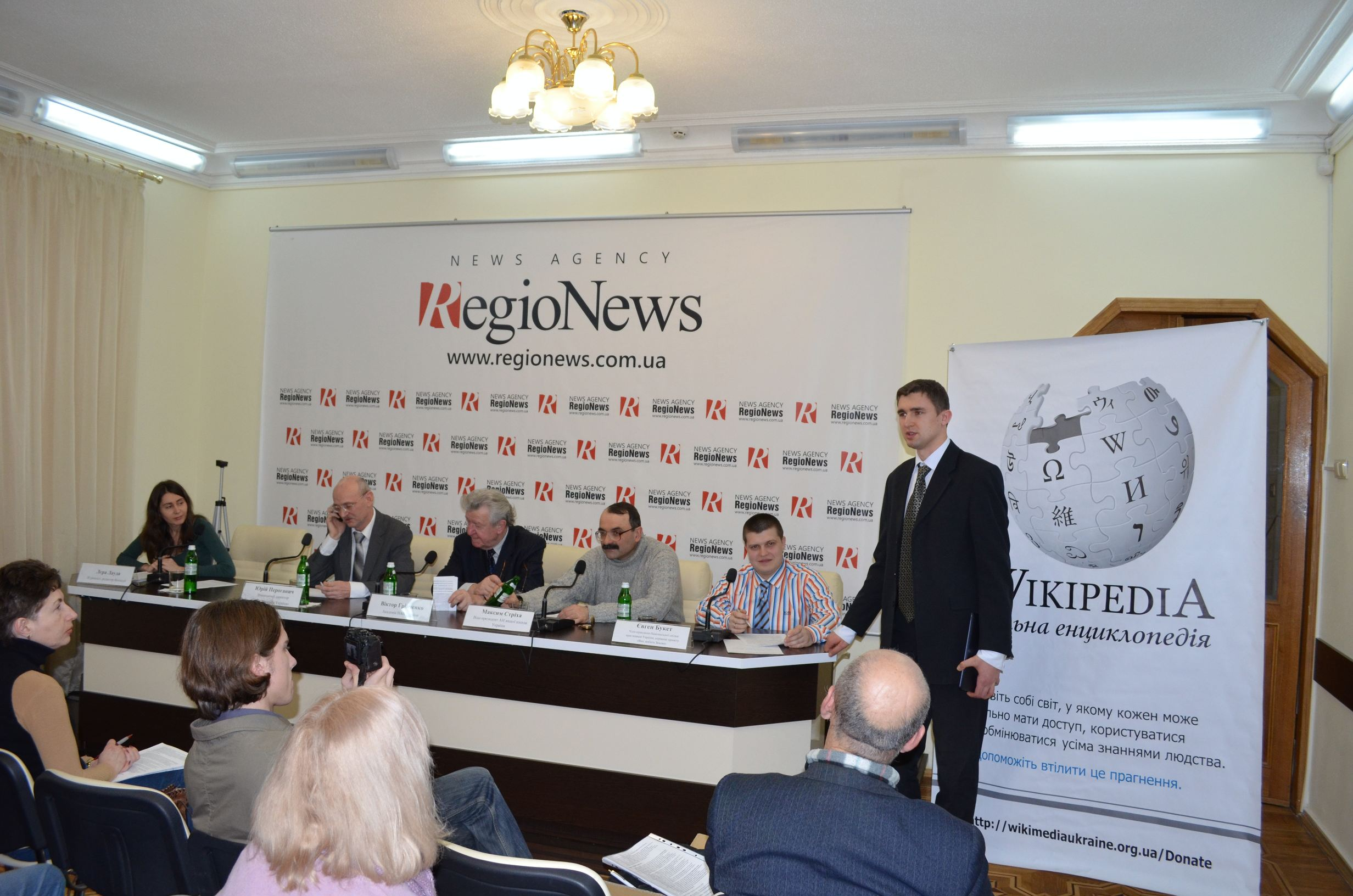
30 januari 2013 arrangerades en Wikipedia-konferens i Kiev, på nioårsdagen av ukwp:s skapande. Konferensen sändes även på webb-TV, via nyhetstjänsten RegioNews.

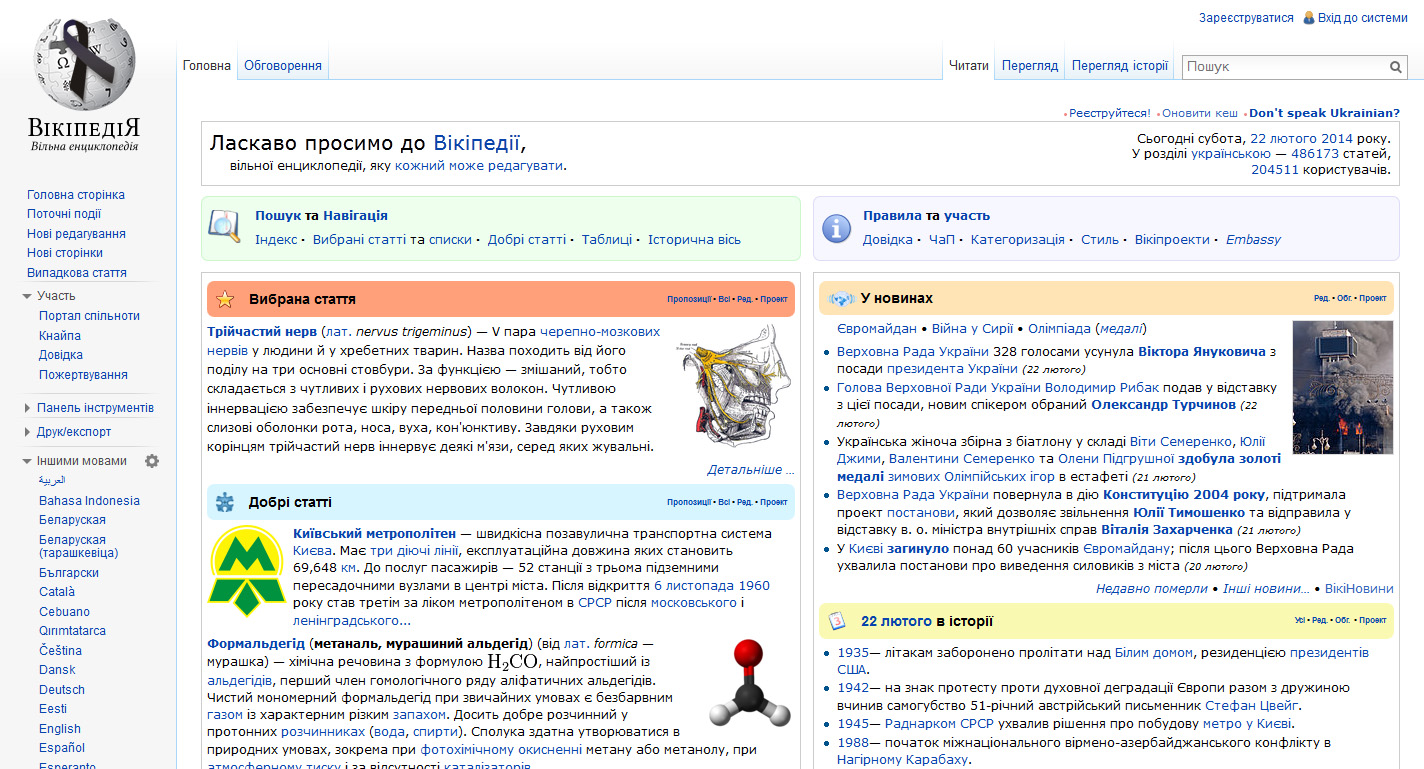
Ukwp:s huvudsida 23 februari 2014. I ena hörnet syns den tillfälliga speciallogotypen med ett svart sorgeband, till minne av dödsoffren under Euromajdan tidigare under månaden.

Under juni 2013 besöktes ukrainskspråkiga Wikipedia 83,7 miljoner gånger. Detta var 2,5 gånger så många som i juni året innan, och man placerade sig då på 17:e plats bland Wikipedia-versionerna. Under senare tid hade uppdateringar på ukwp skett i snitt var tionde sekund, och den lokala stödorganisationen för Wikipedia hävdade att Wikipedia-redigeringar från datorer i Ukraina skett dubbelt så ofta på ukwp som på ryskspråkiga Wikipedia (vilken traditionellt har större antal läsare även i Ukraina).
Ukrainskspråkiga Wikipedias läsare fanns i början av 2014 (räknat på antal sidvisningar) till över 90 procent i Ukraina. Redigeringarna i uppslagsverket var dock något mer spridda, med proportionerligt betydligt fler skribenter än läsare i både Tyskland och Ryssland. I båda länderna finns stora mängder immigrerade eller tillfälligt bosatta ukrainare.

## Protest
21 januari 2014 beslöt ukwp-gemenskapen att dagligen släcka ner sitt uppslagsverk mellan klockan 16:00 och 16:30, som en protest mot de lagar mot yttrandefrihet som infördes den 16 januari.
I slutet av februari presenterade ukwp under en dryg veckas tid en speciallogotyp, där den vanliga "pusseljordgloben" var kompletterad med ett svart sorgeband. Speciallogotypen var för att minnas dödsoffren (på grund av polisattacker) under Euromajdan-kravallerna tidigare under månaden.
| Sidvisningar och redigeringar 2014 (kvartal 1, siffror i procent) | Sidvisningar och redigeringar 2014 (kvartal 1, siffror i procent) | Sidvisningar och redigeringar 2014 (kvartal 1, siffror i procent) | Sidvisningar och redigeringar 2014 (kvartal 1, siffror i procent) |
| Land                                                              | Sidvisningar                                                      | Bidrag                                                            | Noter                                                             |
| ----------------------------------------------------------------- | ----------------------------------------------------------------- | ----------------------------------------------------------------- | ----------------------------------------------------------------- |
| Ukraina                                                           | 92,3                                                              | 80,2                                                              |                                                                   |
| Ryssland                                                          | 1,8                                                               | 3,3                                                               |                                                                   |
| USA                                                               | 0,9                                                               | 0,9                                                               |                                                                   |
| Polen                                                             | 0,8                                                               | 0,6                                                               |                                                                   |
| Tyskland                                                          | 0,5                                                               | 4,4                                                               |                                                                   |
| Japan                                                             |                                                                   | 3,2                                                               |                                                                   |
| Kanada                                                            |                                                                   | 1,5                                                               |                                                                   |

## Antal artiklar – historiska milstolpar

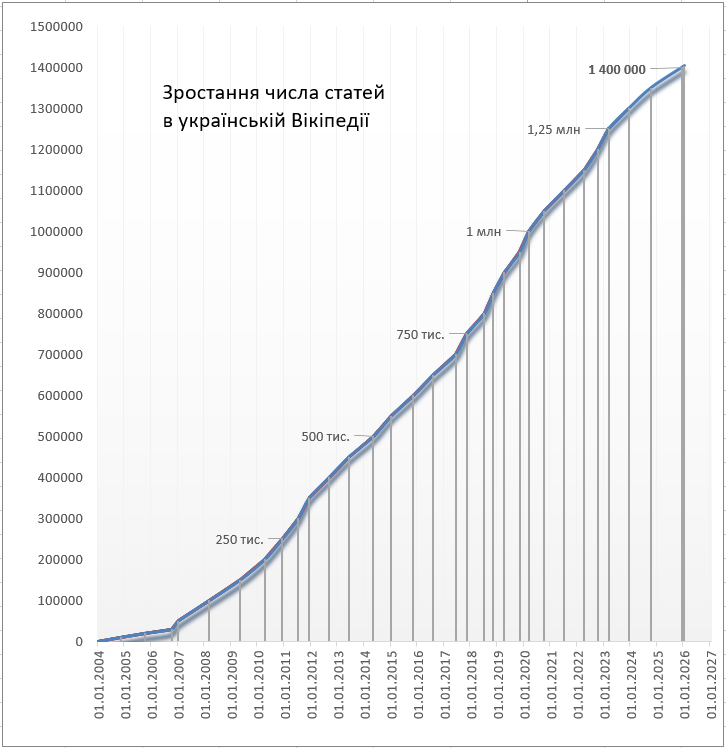
Growth in the number of Ukrainian Wikipedia articles

| Milstolpe | Datum             | Not         |
| --------- | ----------------- | ----------- |
| artikel 1 | 30 januari 2004   |             |
| 1 000     | 4 april 2004      |             |
| 5 000     | 18 juni 2004      |             |
| 10 000    | 16 december 2004  |             |
| 20 000    | 1 oktober 2005    |             |
| 30 000    | 15 oktober 2006   |             |
| 40 000    | 12 november 2006  |             |
| 50 000    | 16 januari 2007   |             |
| 60 000    | 17 maj 2007       |             |
| 70 000    | 9 september 2007  |             |
| 80 000    | 13 december 2007  |             |
| 90 000    | 24 januari 2008   |             |
| 100 000   | 28 mars 2008      |             |
| 120 000   | 13 juli 2008      |             |
| 150 000   | 30 maj 2009       |             |
| 200 000   | 7 april 2010      |             |
| 250 000   | 20 december 2010  | [ 17 ]      |
| 300 000   | 7 juli 2011       |             |
| 350 000   | 8 december 2011   |             |
| 400 000   | 20 september 2012 |             |
| 450 000   | juni 2013         | [ 12 ]      |
| 500 000   | 12 maj 2014       | [ 1 ] [ 2 ] |
| 600 000   | 13 november 2015  |             |
| 700 000   | 4 juni 2017       |             |
| 800 000   | 10 juli 2018      |             |
| 900 000   | 19 april 2019     |             |
| 1 000 000 | 23 mars 2020      |             |